# Американский вампир
«Американский вампир» (англ. American Vampire) — цикл графических новелл в жанре хоррор американского писателя Скотта Снайдера, в соавторстве с Стивеном Кингом, и художника Рафаэля Альбукерке. Год издания 2010, издательство «Vertigo».

## Главные персонажи
Каждым из соавторов комикса разрабатывалась собственная линия. Стивеном Кингом была написана история первого американского вампира — ковбоя Скиннера Свита (Skinner Sweet), который является убийцей и грабителем банков с Дикого Запада. Скиннер Свит отличается от европейских вампиров тем, что не боится Солнца, а клыки он позаимствовал у гремучей змеи.
Скоттом Снайдером написана история вампирши Перл (Pearl) — родственницы Скиннера Свита. Она живёт в эпоху джаза и Сухого закона, мечтает стать звездой, и посещает голливудские нелегальные питейные заведения и дансинги.

## Сюжет
В каждом из пяти выпусков «Американского вампира» есть по две истории — одна от Кинга и одна от Снайдера.
Действия, описанные Стивеном Кингом, разворачиваются в 1880-е. У главного героя — ковбоя, убийцы и грабителя банков, первого американского вампира по имени Скиннер Свит, есть клыки, как у гремучей змеи. Кроме того, он не только не гибнет от солнечных лучей, но и «подзаряжается» от Солнца. Проект рассказывает о разных потомках «первого американского вампира», живших в разные периоды американской истории.
В основе сюжета комикса, написанного Скоттом Снайдером, лежит вендетта между гламурной девушкой-вампиршей по имени Перл и вампирской семьёй. Действия происходят в 1925 году. Для создания мрачной атмосферы художник использовал грубоватый рисунок, нарочито скудную и несколько тусклую раскраску комикса, и даже само время действия, 1925 год — время «сухого закона» в США (1920—1933), что сильно подчёркивает гнетущую атмосферу.
После пяти выпусков, сделанных совместно Снайдером и Кингом, Кинг отошёл от проекта, а Снайдер продолжил серию самостоятельно.

## Выпуски

### Основная серия
| №                          | Название (РУС)                      | Название (ENG)                           | Дата издания              |
| Первый Цикл / First Cycle  | Первый Цикл / First Cycle           | Первый Цикл / First Cycle                | Первый Цикл / First Cycle |
| -------------------------- | ----------------------------------- | ---------------------------------------- | ------------------------- |
| 1                          | Звездный час                        | Big Break                                | 17 марта 2010             |
| 1                          | Дурная кровь                        | Bad Blood                                | 17 марта 2010             |
| 2                          | Утренняя звезда                     | Morning Star                             | 21 апреля 2010            |
| 2                          | Воды глубокие                       | Deep Water                               | 21 апреля 2010            |
| 3                          | Резка и склейка                     | Rough Cut                                | 19 мая 2010               |
| 3                          | Кровная месть                       | Blood Vengeance                          | 19 мая 2010               |
| 4                          | Засвеченный кадр                    | Double Exposure                          | 23 июня 2010              |
| 4                          | Одна капля крови                    | One Drop of Blood                        | 23 июня 2010              |
| 5                          | Выход на поклоны                    | Curtain Call                             | 28 июля 2010              |
| 5                          | Если правая рука соблазняет тебя... | f Thy Right Hand Offend Thee, Cut It Off | 28 июля 2010              |
| 6                          | Дьявол в песках                     | The Devil in the Sand                    | 9 сентября 2010           |
| 7                          | Дьявол в песках                     | The Devil in the Sand                    | 6 октября 2010            |
| 8                          | Дьявол в песках                     | The Devil in the Sand                    | 10 ноября 2010            |
| 9                          | Дьявол в песках                     | The Devil in the Sand                    | 2 декабря 2010            |
| 10                         | Выход есть                          | The Way Out                              | 22 декабря 2010           |
| 11                         | Выход есть                          | The Way Out                              | 26 января 2011            |
| 12                         | Неизведанные границы                | Strange Frontier                         | 23 февраля 2011           |
| 13                         | Война призраков                     | Ghost War                                | 30 марта 2011             |
| 14                         | Война призраков                     | Ghost War                                | 27 апреля 2011            |
| 15                         | Война призраков                     | Ghost War                                | 25 мая 2011               |
| 16                         | Война призраков                     | Ghost War                                | 29 июня 2011              |
| 17                         | Война призраков                     | Ghost War                                | 27 июля 2011              |
| 18                         | Война призраков                     | Ghost War                                | 24 августа 2011           |
| 19                         | Зверь в пещере                      | The Beast in the Cave                    | 28 сентября 2011          |
| 20                         | Зверь в пещере                      | The Beast in the Cave                    | 2 ноября 2011             |
| 21                         | Зверь в пещере                      | The Beast in the Cave                    | 14 декабря 2011           |
| 22                         | Смертельная гонка                   | Death Race                               | 28 декабря 2011           |
| 23                         | Смертельная гонка                   | Death Race                               | 25 января 2012            |
| 24                         | Смертельная гонка                   | Death Race                               | 22 февраля 2012           |
| 25                         | Смертельная гонка                   | Death Race                               | 28 марта 2012             |
| 26                         | Полуночники                         | The Nocturnes                            | 25 апреля 2012            |
| 27                         | Полуночники                         | The Nocturnes                            | 30 мая 2012               |
| 28                         | Чёрный список                       | The Blacklist                            | 27 июня 2012              |
| 29                         | Чёрный список                       | The Blacklist                            | 25 июля 2012              |
| 30                         | Чёрный список                       | The Blacklist                            | 29 августа 2012           |
| 31                         | Чёрный список                       | The Blacklist                            | 26 сентября 2012          |
| 32                         | Чёрный список                       | The Blacklist                            | 31 декабря 2012           |
| 33                         | Чёрный список                       | The Blacklist                            | 28 ноября 2012            |
| 34                         | Серый Агент                         | The Gray Trader                          | 2 января 2013             |
| Второй цикл / Second Cycle |                                     |                                          |                           |
| 1                          | —                                   | —                                        | 19 марта 2014             |
| 2                          | —                                   | —                                        | 16 апреля 2014            |
| 3                          | —                                   | —                                        | 21 мая 2014               |
| 4                          | —                                   | —                                        | 9 июля 2014               |
| 5                          | Журнал шахтёра                      | The Miner's Journal                      | 1 октября 2014            |
| 6                          | Тёмная луна                         | Dark Moon                                | 4 февраля 2015            |
| 7                          | Тёмная луна                         | Dark Moon                                | 15 апреля 2015            |
| 8                          | Тёмная луна                         | Dark Moon                                | 1 июля 2015               |
| 9                          | Тёмная луна                         | Dark Moon                                | 5 августа 2015            |
| 10                         | Тёмная луна                         | Dark Moon                                | 30 сентября 2015          |
| 11                         | Тёмная луна                         | Dark Moon                                | 25 ноября 2015            |
| 1976                       |                                     |                                          |                           |
| 1                          | Не оглядывайся!                     | Don't look behind you!                   | 5 октября 2020            |
| 2                          | Так рождаются легенды               | The Stuff of Legends                     | 10 ноября 2020            |
| 3                          | Под теплицей...                     | Beneath the Greenhouse...                | 8 декабря 2020            |
| 4                          | Услышанные молитвы                  | Answered Prayers                         | 12 января 2021            |
| 5                          | Большая ложь                        | The Big Lie                              | 9 февраля 2021            |
| 6                          | Огонь и пламя                       | Fire and Flame                           | 9 марта 2021              |
| 7                          | Интерлюдия "Семейные древа"         | Interlude "Family Trees"                 | 13 апреля 2021            |
| 8                          | Маска смерти                        | Death Mask                               | 11 мая 2021               |
| 9                          | Прощание                            | Farewell                                 | 8 июня 2021               |
| 10                         | Прощание                            | Farewell                                 | 3 августа 2021            |

### Другие
| Название                                                                            | Название                                                                            | № | Дата издания     |
| ----------------------------------------------------------------------------------- | ----------------------------------------------------------------------------------- | - | ---------------- |
| Американский вампир: Выживание сильнейших American Vampire: Survival of the Fittest | Американский вампир: Выживание сильнейших American Vampire: Survival of the Fittest | 1 | 8 июня 2011      |
| Американский вампир: Выживание сильнейших American Vampire: Survival of the Fittest | Американский вампир: Выживание сильнейших American Vampire: Survival of the Fittest | 2 | 13 июля 2011     |
| Американский вампир: Выживание сильнейших American Vampire: Survival of the Fittest | Американский вампир: Выживание сильнейших American Vampire: Survival of the Fittest | 3 | 10 августа 2011  |
| Американский вампир: Выживание сильнейших American Vampire: Survival of the Fittest | Американский вампир: Выживание сильнейших American Vampire: Survival of the Fittest | 4 | 14 сентября 2011 |
| Американский вампир: Выживание сильнейших American Vampire: Survival of the Fittest | Американский вампир: Выживание сильнейших American Vampire: Survival of the Fittest | 5 | 12 октября 2011  |
| Американский вампир: Повелитель кошмаров American Vampire: Lord of Nightmares       | Американский вампир: Повелитель кошмаров American Vampire: Lord of Nightmares       | 1 | 13 июня 2012     |
| Американский вампир: Повелитель кошмаров American Vampire: Lord of Nightmares       | Американский вампир: Повелитель кошмаров American Vampire: Lord of Nightmares       | 2 | 11 июля 2012     |
| Американский вампир: Повелитель кошмаров American Vampire: Lord of Nightmares       | Американский вампир: Повелитель кошмаров American Vampire: Lord of Nightmares       | 3 | 8 августа 2012   |
| Американский вампир: Повелитель кошмаров American Vampire: Lord of Nightmares       | Американский вампир: Повелитель кошмаров American Vampire: Lord of Nightmares       | 4 | 12 сентября 2012 |
| Американский вампир: Повелитель кошмаров American Vampire: Lord of Nightmares       | Американский вампир: Повелитель кошмаров American Vampire: Lord of Nightmares       | 5 | 17 октября 2012  |
| Американский вампир: Долгая дорога в ад American Vampire:The Long Road to Hell      | Американский вампир: Долгая дорога в ад American Vampire:The Long Road to Hell      | 1 | 12 июня 2013     |
| Американский вампир. Антология American Vampire Anthology                           | И он придет снова. Часть 1 /The Man Comes Around, Part 1                            | 1 | 28 августа 2013  |
| Американский вампир. Антология American Vampire Anthology                           | Исчезнувшая колония / Lost Colony                                                   | 1 | 28 августа 2013  |
| Американский вампир. Антология American Vampire Anthology                           | Кровавый Канзас / Bleeding Kansas                                                   | 1 | 28 августа 2013  |
| Американский вампир. Антология American Vampire Anthology                           | Канадский вампир / Canadian Vampire                                                 | 1 | 28 августа 2013  |
| Американский вампир. Антология American Vampire Anthology                           | Алчность / Greed                                                                    | 1 | 28 августа 2013  |
| Американский вампир. Антология American Vampire Anthology                           | Продюсеры / The Producers                                                           | 1 | 28 августа 2013  |
| Американский вампир. Антология American Vampire Anthology                           | Вкус жизни / Essence of Life                                                        | 1 | 28 августа 2013  |
| Американский вампир. Антология American Vampire Anthology                           | Последний вечер / Last Night                                                        | 1 | 28 августа 2013  |
| Американский вампир. Антология American Vampire Anthology                           | Портленд, 1940 / Portland, 1940                                                     | 1 | 28 августа 2013  |
| Американский вампир. Антология American Vampire Anthology                           | И он придет снова. Часть 2 / The Man Comes Around, Part 2                           | 1 | 28 августа 2013  |
| Американский вампир. Антология American Vampire Anthology                           | Показательныйй выстрел / Opening Shot                                               | 2 | 7 сентября 2016  |
| Американский вампир. Антология American Vampire Anthology                           | Чайный дом / Teahouse                                                               | 2 | 7 сентября 2016  |
| Американский вампир. Антология American Vampire Anthology                           | Невеста / Bride                                                                     | 2 | 7 сентября 2016  |
| Американский вампир. Антология American Vampire Anthology                           | Кровавая монахиня / The Bleeding Nun                                                | 2 | 7 сентября 2016  |
| Американский вампир. Антология American Vampire Anthology                           | Срез / The Cut                                                                      | 2 | 7 сентября 2016  |
| Американский вампир. Антология American Vampire Anthology                           | Попутчик / Traveling Companion                                                      | 2 | 7 сентября 2016  |
| Американский вампир. Антология American Vampire Anthology                           | Когда дует холодный ветер / When The Cold Wind Blows                                | 2 | 7 сентября 2016  |
| Американский вампир. Антология American Vampire Anthology                           | Английская мечта / England's Dreaming                                               | 2 | 7 сентября 2016  |
| Американский вампир. Антология American Vampire Anthology                           | Удача дьявола / Devil's Own Luck                                                    | 2 | 7 сентября 2016  |
| Американский вампир. Антология American Vampire Anthology                           | Ангел-хранитель / Brother's Keeper                                                  | 2 | 7 сентября 2016  |